# Just like a Pill
Just like a Pill è un brano di Pink, terzo singolo estratto dal suo secondo album, Missundaztood del 2001. Il tema del brano è il riuscire a venire fuori da una relazione tossica e fuggire da una dipendenza affettiva ossessiva.

## Video musicale
Il video musicale è stato girato dal regista Francis Lawrence ed è completamente differente dalle atmosfere solari che avevano contraddistinto i lavori precedenti della cantante. Tutto il video ruota intorno a scene girate con poca luce e costumi scuri. Nel video Pink è spesso mostrata vestita di nero con dei conigli e con un elefante.

## Tracce
CD singolo
1. Just like a Pill  (Album Version) - 3:57
2. Just like a Pill (Instrumental) - 3:57
3. Don't Let Me Get Me (Ernie Lake Ext. Club. Vox.)

CD maxi-singolo – parte 1
1. Just like a Pill (Radio Edit) - 3:57
2. Just like a Pill (Jacknife Lee Mix) - 3:46
3. Get the Party Started (Live at La Scala) - 3:17
4. Just like a Pill (Video Bonus)

CD maxi-singolo – parte 2
1. Just like a Pill (Album Version)
2. Just like a Pill (Jacknife Lee Remix)
3. Just like a Pill (Live at Scala)
4. Just like a Pill(Video)

## Classifiche
| Classifica (2002)                           | Posizione più alta |
| ------------------------------------------- | ------------------ |
| Austria                                     | 2                  |
| Belgio (Fiandre)                            | 5                  |
| Belgio (Vallonia)                           | 19                 |
| Canada                                      | 4                  |
| Danimarca                                   | 10                 |
| Finlandia                                   | 19                 |
| Francia                                     | 29                 |
| Germania                                    | 2                  |
| Ungheria                                    | 6                  |
| Irlanda                                     | 2                  |
| Norvegia                                    | 7                  |
| Nuova Zelanda                               | 2                  |
| Paesi Bassi                                 | 7                  |
| Regno Unito                                 | 1                  |
| Svezia                                      | 5                  |
| Svizzera                                    | 6                  |
| U.S. Billboard Hot 100                      | 8                  |
| U.S. Billboard Top 40 Mainstream            | 2                  |
| U.S. Billboard Top 40 Tracks                | 3                  |
| U.S. Billboard Adult Top 40                 | 19                 |
| U.S. Billboard Latin Tropical/Salsa Airplay | 20                 |
| U.S. Billboard Latin Pop Airplay            | 30                 |
| U.S. Billboard Rhythmic Top 40              | 34                 |